# Lawrence R. Sulak
Lawrence Richard Sulak (* 29. August 1944 in Columbus, Ohio) ist ein US-amerikanischer experimenteller Teilchenphysiker.
Lawrence Sulak studierte an der Carnegie Mellon University mit dem Bachelor-Abschluss 1966 bei Lincoln Wolfenstein sowie an der Princeton University mit dem Master-Abschluss 1968 und der Promotion 1970 in der Gruppe von Val Fitch, die sich mit CP-Verletzung befasste. Danach war er bis 1973 Gastwissenschaftler am CERN und an der Universität Genf. Von 1971 bis 1977 war er auch Gastwissenschaftler am Fermilab und ab 1974 am Brookhaven National Laboratory. Er war Teil einer Gruppe an beiden Laboratorien, die dort die ersten großen (100 Tonnen) vollständig absorbierenden Kalorimeter baute (was gleichzeitig auch am CERN geschah). 1971 wurde er Assistant Professor und später Associate Professor an der Harvard University sowie ab 1979 Associate Professor und später Professor an der University of Michigan. In Harvard schlug er 1978 den ersten massiven (10.000 Tonnen) Wassertank-Cherenkov-Tracker-Kalorimeter vor und realisierte ihn mit anderen zusammen (Irvine-Michigan-Brookhaven-Experiment (IMB), ursprünglich für Experimente zum Protonzerfall, bekannt aber für die Entdeckung von Neutrinos von SN 1987A mit Kamiokande). Ab 1985 war er Professor an der Boston University, an der er David M. Myers Distinguished Professor ist.
Nach IMB war er an Super-Kamiokande beteiligt (Beobachtung von Neutrinooszillationen und daraus folgend Neutrinomassen) und beaufsichtigte die Entwicklung des CD Forward Calorimeter am Large Hadron Collider des CERN, der an der Entdeckung des Higgsteilchens beteiligt war. Er übertrug dazu Cherenkovdetektor-Technologien auf Quarzfasern.
In den 1970er Jahren befasste er sich mit elektroschwacher Wechselwirkung und war Teil des E1A Experiments (Carlo Rubbia, D. Cline, A. K. Mann), dem am Fermilab die Beobachtung schwacher neutraler Ströme etwa gleichzeitig mit Gruppen am CERN (Gargamelle) 1972/73 gelang. Die Veröffentlichung in Phys. Rev. Lett. geschah verzögert erst 1974, während die Gargamelle Gruppe (gewarnt von Rubbia, der ständig zwischen den USA und CERN pendelte und für Informationsaustausch sorgte) schon 1973 ohne Probleme in Physics Letters veröffentlichte. Sulak (damals ein junger Harvard-Professor, der seine Studenten einspannte) war für die Konstruktion des Triggers des Kalorimeters verantwortlich, aber auch an der Auswertung wesentlich beteiligt. Um 1975 befasste er sich mit Neutrino-Kern-Streuung als Bestätigung der vereinigten elektroschwachen Kraft.
1984/85 war er Gastprofessor in Harvard.
Sulak ist Mitglied der American Association for the Advancement of Science und Fellow der American Physical Society und erhielt deren Instrumentation Award. Er war als Teil von Superkamiokande Mitempfänger eines Asahi-Preises und als Teil von IMB eines Bruno-Rossi-Preises. Für 2018 erhielt er den Panofsky-Preis für neuartige Beiträge zu Detektor-Technologien, einschließlich Pionierentwicklungen für massive Wassertank-Cherenkov-Detektoren die zur wesentlichen Fortschritten bei Physik von Protonzerfall und Neutrinooszillationen führten. Er war Guggenheim Fellow.